# Cais do Sodré
Cais do Sodré – stacja metra w Lizbonie, na linii Verde. Oddana została do użytku 18 sierpnia 1998 roku, w ramach rozbudowy tej linii do obszaru Cais do Sodre.
Stacja ta znajduje się na Praça Duque da Terceira, przy stacji kolejowej Estação do Cais de Sodré, która obsługuje pociągi na Linha de Cascais i dworzec rzeczny łączący Lizbonę z Cacilhas, Seixal i Montijo. Stacja zapewnia również dostęp do Mercado da Ribeira.